# Phạm Hà Thanh
Phạm Hà Thanh (1926 - 2020), nguyên là một tướng lĩnh chuyên ngành Quân y của Quân lực Việt Nam Cộng hòa, cấp bậc Y sĩ Chuẩn tướng. Ông xuất thân từ trường Đại học Quân y. Thời gian tại ngũ ông đã phục vụ các đơn vị Quân đội với nhiệm vụ Bác sĩ Quân y trên 4 vùng chiến thuật của Việt Nam Cộng hòa. Sau cùng đảm trách chức vụ đứng đầu ngành Quân y.

## Tiểu sử & Binh nghiệp
Ông sinh ngày 26 tháng 10 năm 1926 trong một gia đình giáo chức trí thức tại làng Đông Hòa Hiệp, huyện Cái Bè, tỉnh Mỹ Tho (sau là Định Tường và nay là Tiền Giang). Thời niên thiếu, ông học ở trường Tiểu học Cái Bè, Trung học Đệ nhất cấp ở trường Collège Mỹ Tho, rồi lên Sài Gòn học trường Chasseloup Laubat. Ông tốt nghiệp Trung học chương trình Pháp với văn bằng Tú tài toàn phần (Part II). Ông tiếp tục lên học Đại học tại Sài Gòn, tốt nghiệp với văn bằng Cử nhân Y khoa.

### Quân đội Quốc gia Việt Nam
Giữa năm 1952, Thi hành lệnh động viên ông nhập ngũ vào ngành Quân y của Quân đội Quốc gia, mang số quân: 46/300.255. Theo học ở trường Đại học Quân y Hà nội. Tháng 6 năm 1954, ông tốt nghiệp với cấp bậc Y sĩ Trung úy.

### Quân đội Việt Nam Cộng hòa
Cuối năm 1955, sau khi Quân đội Quốc gia được đổi tên, ông chuyển sang phục vụ cơ cấu mới là Quân đội Việt Nam Cộng hòa và được thăng cấp Y sĩ Đại úy. Sau đó, ông lần lượt phục vụ qua các đơn vị Quân y trong quân đội đồn trú tại Quy Nhơn, Nha Trang, Ban Mê Thuột và Quân khu 1.
Đầu năm 1958, ông được thăng cấp Y sĩ Thiếu tá, chuyển về phục vụ tại Tổng y viện Cộng Hòa. Đến giữa năm 1960, ông được bổ nhiệm làm Trưởng khu giải phẫu trong Tổng y viện Cộng Hòa.
Đầu tháng 11 năm 1963, sau cuộc đảo chính Tổng thống Ngô Đình Diệm (ngày 1 tháng 11). Ngày 4 tháng 11 ông được thăng cấp Y sĩ Trung tá tại nhiệm. Tháng 8 năm 1964, ông được cử giữ chức Chỉ huy phó Tổng y viện Cộng Hòa. Đến đầu năm 1966, ông được bổ nhiệm làm Chỉ huy trưởng Tổng y viện Cộng Hòa.
Ngày Quốc khánh Đệ nhị Cộng hòa 1 tháng 11 năm 1968, ông được thăng cấp Y sĩ Đại tá tại nhiệm. Đầu năm 1971, ông được chỉ định làm Cục phó cục Quân y. Ngày Quân lực 19 tháng 6 năm 1972, ông được thăng cấp Y sĩ Chuẩn tướng tại nhiệm.
Tháng 2 năm 1973, ông được bổ nhiệm làm Cục trưởng cục Quân y thay thế Y sĩ Thiếu tướng Vũ Ngọc Hoàn được cử làm Phó Tổng thanh tra Quân lực Việt Nam Cộng hòa.
Ông ở chức vụ này cho đến cuối tháng 4 năm 1975.

## 1975
Sau ngày 30 tháng 4, ông ra trình diện Ủy ban Quân quản Thành phố Sài Gòn và bị đưa đi cải tạo đến cuối năm 1977 mới được trả tự do. Sau đó ông trở về gia đình ở Sài Gòn và định cư luôn tại đây. Ông mất tại SG ngày 1/12/2020, thọ 95 tuổi. Ông được an táng tại Cái Bè (Tiền Giang)

## Huy chương
-Bảo quốc Huân chương đệ tứ đẳng
-Một số huy chương quân sự và dân sự.

## Gia đình
- Thân phụ: Cụ Phạm Quang Phong
- Thân mẫu: Cụ Ngô Thị Hường

(Hai cụ đã có một thời gian dài là giáo viên dạy học ở trường Tiểu học Cái Bè).
- Phu nhân: Bà Phạm Thị Hương Muội (em gái của Chuẩn tướng Phạm Hữu Nhơn)

(Ông bà có hai người con gồm 1 trai và 1 gái).